# Stare Jabłonki
Stare Jabłonki (Duits: Alt Jablinken) is een dorp in het Poolse woiwodschap Ermland-Mazurië. Het dorp valt onder de gemeente Ostróda en telde ongeveer 700 inwoners in 2006. De plaats ligt zo'n elf kilometer oostelijk van de stad Ostróda en 29 kilometer westelijk van Olsztyn. Het wordt ontsloten via de autoweg DK16 en een eigen treinstation. Ten zuidwesten van het dorp ligt het meer Szelag Maly.
Stare Jabłonki wordt regelmatig aangedaan tijdens de FIVB World Tour en was in 2013 de speelplaats van de wereldkampioenschappen beachvolleybal.